# Gili Barat
Gili Barat is een bestuurslaag in het regentschap Bangkalan van de provincie Oost-Java, Indonesië. Gili Barat telt 1614 inwoners (volkstelling 2010).